# Адамсон, Айзек
Айзек (Исаак) Адамсон (англ. Isaac Adamson) — американский прозаик, автор популярной серии детективов о приключениях журналиста Билли Чаки в Японии. Родился в городе Форт Коллинз, штат Колорадо в 1971 году. В настоящее время живёт в Чикаго, штат Иллинойс. Женат на Чи-Су Ким, ей он посвятил первую книгу. Учился в университетах Калифорнии и Колорадо.
Все четыре его романа о Билли Чаке были опубликованы издательством HarperCollins. Первый роман
Адамсона, «Разборки в Токио», в настоящее время экранизируется компанией Sony Pictures Entertainment. Фильм планировалось выпустить в 2010 году, в роли Билли Чаки был заявлен Тоби Магуайр, прежде уже исполнивший роль фоторепортёра.